# Анхель-Альбино-Корсо (муниципалитет)
Анхель-Альбино-Корсо (исп. Ángel Albino Corzo) — муниципалитет в Мексике, штат Чьяпас, с административным центром в посёлке Хальтенанго-де-ла-Пас. Численность населения, по данным переписи 2020 года, составила 31 947 человек.

## Общие сведения
Название Ángel Albino Corzo дано в честь губернатора штата Чьяпас 1855—1861 годов — Анхеля Альбино Корсо.
Площадь муниципалитета равна 580,9 км², что составляет 0,8 % от площади штата, а наиболее высоко расположенное поселение Лос-Мескалес, находится на высоте 1742 метра.
Он граничит с другими муниципалитетами Чьяпаса: на севере и западе с Ла-Конкордией, на востоке с Чикомусело и Ондурас-де-ла-Сьеррой, на юге с Капитан-Луис-Анхель-Видалем, Монтекристо-де-Герреро и Мапастепеком.

## Учреждение и состав
Муниципалитет был образован 4 февраля 1933 года, по данным 2020 года в его состав входит 91 населённый пункт, самые крупные из которых:
| Код INEGI                  | Населённый пункт                                                                                           | Численность населения (2005 год) | Численность населения (2010 год) | Численность населения (2020 год) |
| -------------------------- | --- | -------------------------------- | -------------------------------- | -------------------------------- |
| 008                        | Всего | 28883                            | 26628                            | 31947                            |
| 0001                       | Хальтенанго-де-ла-Пас (исп. Jaltenango de la Paz) 15°52′22″ с. ш. 92°43′30″ з. д. (административный центр) | 9594                             | 10427                            | 11875                            |
| 0016                       | Нуэва-Палестина (исп. Nueva Palestina) 15°48′24″ с. ш. 92°45′03″ з. д.                                     | 3152                             | 3475                             | 4295                             |
| 0023                       | Керетаро (исп. Querétaro) 15°50′14″ с. ш. 92°45′28″ з. д.                                                  | 2046                             | 2203                             | 2515                             |
| 0007                       | Франсиско-Мадеро (исп. Francisco I. Madero) 15°49′29″ с. ш. 92°41′05″ з. д.                                | 1574                             | 1819                             | 2126                             |
| 0735                       | Анхель-Альбино-Корсо (исп. Ciudad Rural Angel Albino Corzo) 15°52′50″ с. ш. 92°42′40″ з. д.                | —                                | —                                | 2109                             |
| 0015                       | Нуэва-Индепенденсия (исп. Nueva Independencia) 15°40′23″ с. ш. 92°34′35″ з. д.                             | 1227                             | 1283                             | 1357                             |
| 0014                       | Нуэва-Коломбия (исп. Nueva Colombia) 15°41′49″ с. ш. 92°43′15″ з. д.                                       | 1426                             | 1568                             | 736                              |
| —                          | Прочие | 1240                             | 1245                             | 1536                             |
| Названия на карте Генштаба | |                                  |                                  |                                  |

## Экономическая деятельность
По статистическим данным 2000 года, работоспособное население занято по секторам экономики в следующих пропорциях:
- сельское хозяйство, скотоводство и рыбная ловля — 60,5 %;
- промышленность и строительство — 10,4 %;
- торговля, сферы услуг и туризма — 28,3 %;
- безработные — 0,8 %.

## Инфраструктура
По статистическим данным 2020 года, инфраструктура развита следующим образом:
- электрификация: 97,9 %;
- водоснабжение: 54,9 %;
- водоотведение: 96,6 %.